# Hannaliis Jaadla
Hannaliis Jaadla (* 12. Juli 1986) ist eine estnische Fußballspielerin.
Bisher bestritt sie 35 Länderspiele für die Estnische Fußballnationalmannschaft der Frauen und erzielte dabei ein Tor.